# اونجینا
اونجینا (به انگلیسی: Ongina) (زاده ۶ ژانویهٔ ۱۹۸۲) با نام اصلی رایان اوان‌جی پائولو زن‌پوش، خواننده آمریکایی است.